# Cirkut
Cirkut, właśc. Henry Russell Walter (ur. 23 kwietnia 1986 w Halifaksie) – kanadyjski producent muzyczny i autor piosenek, znany ze współpracy z producentem Dr. Luke’em oraz z takimi artystami jak: Britney Spears, Miley Cyrus, Maroon 5, The Weeknd, Katy Perry, Ava Max, Sam Smith, Ariana Grande, Jungkook i innymi.
Laureat nagrody Grammy, 5-krotnie był do niej nominowany. Laureat nagrody Gold Derby Music Award, raz nominowany do niej.
Sprzedaż płyt, w realizację których zaangażowany był Cirkut, przekroczyła w 2020 roku 250 milionów egzemplarzy.

## Życiorys i kariera artystyczna
Po prostu kocham tworzyć muzykę, kocham każdą jej część. Lubię uczucie wyczerpania wszystkich możliwości. Świadomość, że piosenka zaczęła się od tego małego pomysłu, a potem dotarła do gotowego produktu? Uwielbiam to.

Henry Russell Walter urodził się w Halifaksie. Nikt z jego rodziny nie był zbyt muzykalny, więc dorastał odkrywając muzykę głównie dzięki przyjaciołom. Miał przyjaciół, którzy, jak to określił, „zarazili” go hip-hopem. W wieku 14 lat zaczął didżejować. Zainteresował się hip-hopem lat 90. Zaczął eksperymentować ze scratchowaniem i płytami winylowymi mając do dyspozycji gramofon Technics 1200 oraz programy do nagrywania i obróbki dźwięku: Cool Edit Pro, Adobe Audition, Reason, Acid, Fruity Loops, a później Steinberg Cubase SX i Cubase 12. Po ukończeniu szkoły średniej przeprowadził się do Toronto, gdzie poszedł na studia inżynierii nagrań w Harris Institute. Poszukując stażu przeczytał w lokalnej gazecie artykuł o duecie muzyki elektronicznej MSTRKRFT. Po nawiązaniu kontaktu z duetem odbył krótki staż u jednego z jego członków, Al-P, który następnie skierował go do prawnika zespołu, Chrisa Taylora. Taylor wziął od Cirkuta płytę CD z jego beatami i przekazał ją kilku osobom z branży. Ostatecznie płyta trafiła do wytwórni Kobalt Music, a stamtąd do jej scenarzystki i producentki Nicole Morier, pracującej w studiu z Britney Spears. Na podstawie beatu Cirkuta powstała piosenka „Mmm Papi”, która znalazła się na szóstym studyjnym albumie Spears, Circus (2008). Jej współtwórcą i współproducentem było trio Let's Go To War, którego członkiem był w tamtym czasie Cirkut. Trio w 2009 roku wydało nakładem Last Gang Records swój debiutancki album. Później Cirkut z jednym z członków tria, Adrienem Goughem utworzył duet producencki Dream Machine, który wspólnie Ablem Tesfaye, napisał i wyprodukował piosenkę tego ostatniego, „High For This”, otwierającą jego debiutancki mixtape, House Of Balloons (2011).
Kolejnym etapem w karierze Cirkuta było podpisanie kontraktu z firmą wydawniczą Dr. Luke’a, Prescription Songs. Wkrótce Cirkut, Dr. Luke i Max Martin napisali piosenkę „Seal It With A Kiss”, zamieszczoną na siódmym studyjnym albumie Spears, Femme Fatale (2011), a potem dwie piosenki Katy Perry, „Wide Awake” i „Part of Me” wydane w 2012 roku.
W 2016 roku Cirkut pracował nad ośmioma piosenkami przeznaczonymi na album The Weeknda, Starboy, w tym nad dwoma utworami, stworzonymi i wyprodukowanymi wspólnie z Daft Punk. 
W 2018 dobiegł końca kontrakt Cirkuta z Dr. Lukiem, który był uwikłany w wieloletni proces sądowy z piosenkarką Keshą. Cirkut podkreślił jednak, że przerwanie współpracy z Dr. Lukiem nie ma to nic wspólnego z sytuacją prawną tego ostatniego. Postanowił zacząć działać na własną rękę. W tym samym czasie nawiązał współpracę z piosenkarką Avą Max, którą odkrył po tym, jak zaśpiewała dla niego „Happy Birthday” na przyjęciu w Los Angeles. Napisał i wyprodukował jej piosenki „Sweet but Psycho” i „Kings & Queens”.
W 2020 stworzył studio w Los Angeles. Wyposażenie i układ odzwierciedlają wszystkie etapy jego kariery, od doświadczenia DJ-a po zestaw instrumentów klawiszowych i gitar. Studio posiada również znaczną ilość urządzeń zewnętrznych i magnetofon.
Szereg napisanych i wyprodukowanych przez Cirkuta singli dotarło do 1. miejsca na liście Billboard Hot 100, między innymi: „Part of Me”, Roar i Dark Horse Katy Perry, „Wrecking Ball” Miley Cyrus, „Girls Like You” Maroon 5, „Unholy” Sama Smith i Kim Petras, “Die For You Remix” The Weeknda i Ariany Grande, Seven” Jungkooka i Latto, oraz „Standing Next To You” Jungkooka.
W listopadzie 2021 roku Universal Music Publishing Group (UMPG) podpisał z Cirkutem globalną umowę wydawniczą na wyłączność.
W 2024 roku Cirkut nawiązał za pośrednictwem Andrew Watta współpracę Lady Gagą, pisząc i produkując piosenkę „Disease”. Doszła ona do 27. miejsca na liście Hot 100. Do 8. miejsca doszła natomiast wyprodukowana przez niego piosenka „Apt.” Bruno Marsa i południowokoreańskiej piosenkarki Rosé.

## Metodologia pracy w studiu
W wywiadzie dla serwisu Music Business Worldwide Cirkut stwierdził, że producent jest odpowiedzialny za doprowadzenie piosenki do końca i musi być pewny, że jest ona w najlepszej możliwej formie. Ważna jest zarówno strona techniczna, związana z dźwiękiem, jak i też emocjonalna-psychologiczna, związana z wydobyciem tego, co najlepsze z artysty pod względem kreatywnym. Stwierdził, że lubi, gdy artysta ma swoje zdanie i pomysł na to, czego chce. Powinna być współpraca między artystą a producentem. Podkreslil znaczenie wspolpracy z Dr. Luke’em, którego nazwał swoim mentorem. Za jeden z pierwszych swoich dużych projektów, uznał współpracę z The Weekndem nad jego mikstejpem House Of Balloons i nagranie piosenki „High For This”, natomiast za najprzyjemniejszy spośród wszystkich tych projektów, w które był zaangażowany, uznał, współpracę z Avą Max (2020), której pomógł się rozwinąć i której karierę mógł poprowadzić od samego początku.

## Nagrody i wyróżnienia
- Jest laureatem nagrody Grammy, 5-krotnie był do niej nominowany[8].

- W 2014 roku zdobył (wspólnie z Dr. Lukiem) Nagrodę Juno w kategorii producent roku (Jack Richardson Producer of the Year) za piosenki „Wrecking Ball” z albumu Bangerz Miley Cyrus i „Give It 2 U” z albumu Blurred Lines Robina Thicke’a. 4-krotnie był do niej nominowany[9].

- W 2022 roku znalazł się na 1. miejscu listy Hot Dance/Electronic Songs Producers tygodnika Billboard[10].

- W 2025 roku zdobył nagrodę Gold Derby Music Award w kategorii: Album of the Year za album Brat (wspólnie ze współproducentami tego albumu: A.G. Cookiem, George’em Danielem, Charli XCX, Gesaffelsteinem, Finnem Keane, Hudsonem Mohawke, El Guincho, Jonem Shave’em, Linusem Wiklundem i Omerem Fedim)[11].
  - W tym samym roku nominowany do tej nagrody za ten sam album w kategorii: Best Pop Album (wspólnie ze współproducentami tego albumu)[11].